# Mitchell Bullen
Mitchell Bullen (* 6. Dezember 1991 in Armidale) ist ein australischer Bahnradsportler, der auf Kurzzeitdisziplinen spezialisiert ist.
2009 wurde Mitchell Bullen australischer Vize-Meister der Junioren im Teamsprint mit Jamie Green und Brendan J. Cole.  Zwei Jahre später startete er in der Elite-Klasse und errang auch dort den Titel des Vize-Meisters im Teamsprint (mit Peter Lewis und Andrew Taylor). Bei den Ozeanischen Radsportmeisterschaften im selben Jahr errang er die Bronzemedaille im Sprint. 2012 wurde Bullen erneut nationaler Vize-Meister im Sprint (mit Lewis und Taylor) sowie Dritter im Keirin.
In der Saison 2012/2013 startete Bullen erstmals beim Bahnrad-Weltcup 2012/2013 sowie bei Bahn-Weltmeisterschaften. Beim Lauf des Weltcups in Aguascalientes belegte er gemeinsam mit Alex Bird und Peter Lewis Rang drei. Bei der WM wurde er im Teamsprint mit Matthew Glaetzer und Scott Sunderland Vierter, im Sprint Neunter.